# Ghosts Deluxe Collector Box Set – Limited Edition
Ghosts Deluxe Collector Box Set Limited Edition ist ein Ende 1997 veröffentlichtes, limitiertes Boxset des US-amerikanischen Sängers Michael Jackson. Es wurden weltweit nur 150.000 Boxsets hergestellt, die innerhalb von zwei Monaten ausverkauft wurden. Diese Sammler-Edition ist die einzige kommerzielle Veröffentlichung des Kurzfilms Ghosts, des unveröffentlichten Songs On The Line sowie je einem Remix von Ghosts und Is It Scary.

## Inhalt
CD 1: Blood on the Dance Floor – HIStory in the Mix
1. Blood on the Dance Floor (4:13)
2. Morphine (6:28)
3. Superfly Sister (6:27)
4. Ghosts (5:08)
5. Is It Scary (5:35)
6. Scream Louder (Flyte Time Remix) (5:30)
7. Money (Fire Island Radio Edit) (4:23)
8. 2 Bad (Refugee Camp Mix) (3:32)
9. Stranger in Moscow (Tee’s In-House Club Mix) (6:54)
10. This Time Around (D.M. Radio Mix) (4:05)
11. Earth Song (Hani’s Club Experience) (7:55)
12. You Are Not Alone (Classic Club Mix) (7:37)
13. HIStory (Tony Moran’s HIStory Lesson) (8:01)

CD 2: Ghosts – The Minimax CD Single
1. On The Line (bis dahin unveröffentlicht) (4:37)
2. Ghosts (Mousse T’s Radio Rock Singalong Remix) (4:25)
3. Is It Scary (DJ Greek’s Scary Mix) (7:12)

VHS: Ghosts